# 坂口良子
坂口 良子（さかぐち りょうこ、1955年〈昭和30年〉10月23日 - 2013年〈平成25年〉3月27日）は、日本の女優。北海道余市郡余市町出身。身長163cm。B82cm、W60cm、H108cm（1976年2月）。

## 人物・略歴

### 学生時代まで
余市町立東中学校を卒業し、小樽双葉女子学園高校（現在：双葉高等学校）に入学、堀越高等学校卒業。

### 歌手・女優として
1971年、15歳で出場したミス・セブンティーンコンテストで優勝し芸能界入りする。1972年、シングル「あこがれ」で歌手デビュー。フジテレビのドラマ「アイちゃんが行く!」で主演に抜擢され、女優デビューも果たした。
以降次々とドラマに出演するようになり、ドラマ「サインはV」（1973年版）では主役・江川ゆかを演じ、主題歌も担当。他にも1975年の「前略おふくろ様」、1980年の「池中玄太80キロ」などの作品が当たり、特に1970年代はアイドル的扱いをされていた。石井ふく子からも重宝され、「石井組」の一員と見なされていた。
1970年代後半には、市川崑作品を中心に映画出演も多くこなし、市川作品では計4本に出演した。映画評論家の田山力哉は「日本映画俳優全史. 女優編」（社会思想社）で「テレビの小さな画面よりも大きな銀幕の方が遥かに魅力的というのは何と素晴らしいことだろうか」と激賞した。助演が多いが、『帰って来た若大将』は女優一番手にあたる準主演である。
晩年は娘の坂口杏里との共演が多く、共に出演した2012年11月20日収録の「雨上がり食楽部」が生前最後のテレビ出演となった（12月22日放送）。

### 死去
2013年3月12日発売の「週刊女性」が坂口の重病説を報道。これに対して坂口は自身のブログで、体調を少し崩しており静養中であると説明した。しかし3月27日午前3時40分、横行結腸癌および肺炎のため死去。57歳没（享年59）。「池中玄太80キロ」の恋人役で共演した西田敏行は、「玄太を愛したアッコをあんなにステキに演じてくれてありがとうございました」とコメントを発表した。

## 家族・親族
1986年に不動産会社社長の田山恒彦と結婚し、1男1女をもうけた。しかしその後本人の知らない内に田山の保証人にされた。田山はビルなどを購入していたが、バブル崩壊により保証人にされた坂口は40億円もの借金を背負うこととなった。1994年に離婚した後、自身の母親に子供たちの子育てを頼んでがむしゃらに働き、前夫の借金40億円を10年で完済。年4億円は、日本のトップ女優の年収よりも多い。
1998年、知人の紹介でプロゴルファーの尾崎健夫と知り合い、長年の事実婚だった。その後長男の大学卒業を機に2012年8月12日に婚姻。披露宴は尾崎の故郷、徳島県海部郡海陽町のホテルで行われた。しかしその翌年に坂口が亡くなり、短い夫婦生活に終わった。

## エピソード
1970年代に市川崑監督がとあるドラマを見て坂口を気に入り、1976年の映画「犬神家の一族」への起用が決まった。当初本人はヒロイン役かと思っていたが、台本を読んで旅館の女中・はる役と知り少し残念に思ったという。
公私で長年に渡って親交のあった写真家・清水清太郎は、坂口について以下のように評している。「知り合った20歳過ぎの頃からの飲み友達で、彼女は男っぽい性格で何でも話すので、若かった頃に当時交際中の男性のこともよく話してくれました。酒はめっぽう強かった」。
1988年のドラマ「猫、ふんじゃッた!」では、西田敏行と夫婦役を演じたが、この妻役は当初別の女優に決まりかけていた。しかし西田が「（「池中玄太80キロ」での共演を踏まえて）息が合って意思疎通もできる良子さんがいい」と制作側に要望したことから、急遽変更となった。娘役の西村知美によると、「西田さんはよくアドリブを入れてましたが、良子さんは動じることなく応じていらっしゃいました」と回想している。当時まだまだ演技経験が少なかった西村は緊張していたが、坂口が本番以外でも本当のお母さんのようにスキンシップをして緊張を和らげてくれたという。また撮影時坂口は妊娠7か月で西村から心配されたが、「安定期だから大丈夫。お医者さんの許可ももらってるから」と告げて撮影に臨んでいた。

## 出演

### テレビドラマ
- さぼてんとマシュマロ（1971年、日本テレビ）
- アイちゃんが行く!（1972年、フジテレビ・大映テレビ）：会田愛子（アイちゃん）
- グランド劇場（日本テレビ） 
  - 浮気の請求書（1973年）
  - となりのとなり（1974年 - 1975年）
  - 九丁目、泣いて笑った交差点（1976年）
- 大空の勇者 GO!GOスカイヤー（1973年、フジテレビ・大映テレビ）：麻生芙佐子
- 土曜劇場「通りゃんせ」（1973年、フジテレビ）
- 太陽にほえろ! （日本テレビ・東宝）
  - 第50話「俺の故郷は東京だ」（1973年6月29日）：関口明子
  - 第189話「人形の部屋」（1976年2月27日）：二階堂ゆか
- 追跡 第14話「幻の天使」（1973年、関西テレビ・C.A.L.）
- アイアンキング 第23話「女に化けた虫人」（1973年、宣弘社・TBS）：堀口純子
- （新）サインはV（1973年、TBS・東宝） - 江川ゆか
- ウルトラマンタロウ 第50話「怪獣サインはV（1974年、円谷プロ・TBS）：ユキ　※「（新）サインはV」からの特別出演で、怪獣ガラキングとバレーボールで戦った。
- 青い山脈（1974年4月 - 9月、フジテレビ）：寺沢新子（主演）
- ボクは恋人（1974年、フジテレビ）
- ブラザー劇場「若い!先生」（1974年、TBS）：中野絵美
- 家なき子（1974年、TBS・松竹）：秋津陽子 ※エクトル・マローの児童文学、及び後年の安達祐実主演の同名ドラマとは無関係。
- 白雪劇場「池田大助捕物日記」（1974年 - 1975年、関西テレビ）
- おじさま!愛です（1974年 - 1975年、NET）：緑川朗子
- 傷だらけの天使 第24話「渡辺綱に小指の思い出を」（1975年、日本テレビ・東宝）
- 俺たちの勲章（1975年、日本テレビ・東宝）：雪子
- 木下恵介・人間の歌シリーズ「もうひとつの春」（1975年、TBS）：大原縮
- 幸福ゆき（1975年、TBS・大映テレビ）：松井ジュン
- 東芝日曜劇場（TBS）
  - 旅ゆけば（1975年、北海道放送）：ケイコ
  - 終りの一日（1975年、北海道放送）：水沢宮子
  - 夏ひらく（1979年）
  - 新・四谷怪談（前・後編）（1987年8月23日・8月30日）：お岩
- 銀河テレビ小説「さようならの夏」（1975年、NHK総合）
- 夜明けの刑事 第43話「愛の終わりに殺された女」（1975年、TBS・大映テレビ）：アユミ
- 前略おふくろ様（日本テレビ） - 渡辺かすみ
  - 第1シリーズ（1975年 - 1976年）
  - 第2シリーズ（1976年 - 1977年）
- 徳川三国志（1975年 - 1976年、NET・東映）：志乃
- 金曜ドラマ「恋人たちの河」（1976年、TBS）
- 大都会 闘いの日々 第24話「急行十和田2号」（1976年、日本テレビ・石原プロ）
- グッドバイ・ママ（1976年、TBS） - 香川あざみ
- 三男三女婿一匹第2シリーズ（1978年、TBS）：泉田純子
- 非曲 禁じられた愛（1977年、よみうりテレビ・国際放映）
- ジグザグブルース（1977年、テレビ朝日・東映）：北林房子
- 月曜スター劇場「たんぽぽ」（第4シリーズ）（1977年、日本テレビ）
- ドラマ人間模様 「女たちの海」（1977年、NHK総合）：アカネ
- 新幹線公安官（1977年 - 1978年、テレビ朝日・東映）：丸山梢公安官
- 土曜ワイド劇場（テレビ朝日）
  - 愛情の証明（1977年）
  - 三毛猫ホームズシリーズ（1979年 - 1984年）：吉塚雪子
  - 結婚しない女 死の羽田発397便（1980年）- 沢田充子 役
  - 松本清張の小さな旅館（1981年） - 森田敦子
  - 美談の団地心中 二人の男に愛された女（1982年）：保母・泉章子
  - 松本清張の葦の浮船（1984年） - 近村達子
  - うわさの派遣女秘書（1987年6月6日）
  - 京おとこ京おんな連続怪死事件 東京マドンナ警視VS京都万年ヒラ刑事（1991年4月20日）：主演・五十嵐晴子 役
  - 西村京太郎トラベルミステリー43・北帰行殺人事件（2004年11月6日）：君島圭子
  - 温泉 (秘) 大作戦6（2008年8月16日）
  - 京都殺人調書・祇園祭殺人事件!（2012年9月8日）：菊田芳江
- 晴れのち晴れ（1977年 - 1978年、TBS）：山沖朋子
- 兄弟刑事（1977年、フジテレビ）：橘佳代子
- 見知らぬ客（1978年、NHK総合）：立花悠子
- 赤い激突（1978年、TBS・大映テレビ）：大谷さくら
- ポーラ名作劇場 「みずきの花匂うとき」（1978年、テレビ朝日）
- 大河ドラマ（NHK総合）
  - 草燃える（1979年）：野萩
  - 武蔵 MUSASHI（2003年）：利世
- 細うで一代記（1979年、よみうりテレビ）：良江
- 平岩弓枝ドラマシリーズ 「日陰の女」（1979年、フジテレビ）
- 天中殺の女たち（1979年、TBS）
- 池中玄太80キロ（1980年、日本テレビ）：鳴山（のち池中）暁子
- 87分署シリーズ・裸の街（1980年、フジテレビ）：寺西房子
- 橋田ドラマ 見合い結婚（1980年、TBS）
- 二百三高地 愛は死にますか（1981年、TBS）：松尾佐知
- 闇を斬れ（1981年、関西テレビ）：渚
- 田中丸家御一同様（1982年、日本テレビ）：田中丸夕子
- おまかせください（1982年、フジテレビ）：西脇麻子
- 月曜ワイド劇場 私は女教師　教え子にレイプされ妊娠！（1983年7月4日、テレビ朝日）
- 天まであがれ!2（1983年、日本テレビ）：広岡操
- 大奥（1983年、関西テレビ）：孝子（家光正室）
- みんな大好き!（1983年、日本テレビ）：内藤富士子
- ぐうたらママ（1983年 - 1984年、フジテレビ「月曜ドラマランド」）：偶山タラ子（ママ）
- なぜか、ドラキュラ（1984年 - 1985年、日本テレビ）：いずみ
- 私鉄沿線97分署（1984年 - 1986年、テレビ朝日・国際放映）：本多杏子刑事
- 真田太平記（1985年 - 1986年、NHK総合）：お徳
- アルザスの青い空（1985年、フジテレビ）：吉村彩子
- 恋する時間です（1986年、日本テレビ）：太作紫織
- 水曜ドラマスペシャル（TBS）：三田村八重
  - 付添婦物語 1 乳房を見せた女（1986年）
  - 付添婦物語 2 乳房が恋しい女（1987年）
  - 付添婦物語 3 乳房をさわらせた女（1988年）
- 白虎隊（1986年、日本テレビ）：井上ちか子
- 火曜サスペンス劇場（日本テレビ）
  - 松本清張の坂道の家（1983年2月、松竹）：杉田りえ子
  - 松本清張スペシャル・夜光の階段（1986年4月、松竹）：枝村幸子
  - 松本清張スペシャル・渡された場面（前編・後編）（1987年7月、「霧」企画・NTV映像センター）：真野信子
  - 京都・女性記者シリーズ（1988年1月 - 1993年11月、松竹・映像京都）：三木旦子
  - 心に秘めた幻の蝶 女精神科医が暴く15年前の白骨死体…晩秋の郡上八幡に甦る幼い兄妹の記憶掲示板（1994年12月13日、中京テレビ）
  - 当番弁護士シリーズ（1995年 - 1999年、磯田事務所）：梶原藤子
  - 「外科医・有森冴子　母…」（2000年1月4日、NTV映像センター）：立岡正子
  - 臨床心理士シリーズ（2000年 - 2002年、ノアズ）：松波百合
  - 「軽井沢ミステリー3 春待ち人」（2003年）：深山渓子
  - 屋形船の女シリーズ（2003年 - 2005年、近代映画協会）：小松志保子
  - 「旅行添乗員 椿晴子・ごもっともでございます」（2004年9月28日、FINE）：幸田光咲
- 必殺仕事人ワイド 大老殺し 下田港の殺し技珍プレー好プレー（1987年、朝日放送）：お吉
- 森村誠一サスペンス「課長夫人売春事件」（1987年、関西テレビ）：俊子
- 女は遊べ物語・戦国亭主操縦法（1987年、名古屋テレビ）：小梅（特別出演）
- 荒野のテレビマン（1987年 - 1988年、フジテレビ）：木田竜子
- 胡桃の家（1987年、TBS）：槇子[12]
- 名奉行遠山の金さん（1988年、テレビ朝日）：お仙
- 猫、ふんじゃッた!（1988年、日本テレビ）：滝沢絵里沙
- 大忠臣蔵（1989年、テレビ東京）：お軽
- 鬼平犯科帳 第1シリーズ 第17話「女掏摸お富」（1989年、フジテレビ）：お富
- おべんきょう（1992年、TBS）
- 子子家庭は危機一髪（1993年、TBS）
- 森蘭丸〜戦国を駆け抜けた若獅子〜（1993年、テレビ東京）：妙向尼
- 土曜ドラマ（NHK総合）
  - がんばらんば〜平成の島原大変〜（1993年） - 敬子
- 喧嘩屋右近 第3シリーズ（1994年、テレビ東京）：お弦
- ドラマ新銀河「湯の町行進曲」（1994年、NHK総合）：江上陽子
- 暴れん坊将軍VI - VII （1996年 - 1997年、テレビ朝日）：おさい（め組の頭辰五郎（北島三郎）の妻）3代目
- その灯は消さない（1996年、東海テレビ）：堀口智子
- 月曜ドラマスペシャル（TBS）
  - 一色京太郎事件ノート5（1997年）：結城世津子
  - 札幌・増毛冬物語  暴かれたカルテ（1998年）：折原景子
  - 監察医 薮野善次郎5 死体は知っている（1998年）：高畑亜紗子
- 風の行方（2000年、東海テレビ）：大庭美保
- はぐれ刑事純情派（テレビ朝日）
  - （1991年）：高見沢律子
  - （2000年）：畠山文江
- 金曜エンタテイメント（フジテレビ）
  - 夏樹静子ミステリー アリバイの彼方に（2000年・2002年）：湯原今日子
- 愛なんていらねえよ、夏（2002年7月 - 9月、TBS）：中田咲子
- 月曜ミステリー劇場（TBS）
  - 名探偵金田一耕助シリーズ・水神村伝説殺人事件
  - 軽井沢夫人（2002年8月）：京極泰江
  - やとわれ女将 菊千代の事件簿（2003年）
  - 万引きGメン・二階堂雪（2004年）：塚本可奈子
- 月曜ゴールデン（TBS）
  - 湯けむりバスツアー 桜庭さやかの事件簿2（2010年）：柿沢咲江
- たったひとつのたからもの（2004年、日本テレビ）：産婦人科医師
- 女と愛とミステリー→水曜ミステリー9（テレビ東京） 
  - 北アルプス山岳救助隊・紫門一鬼「白馬乗鞍岳の殺意」（2004年11月）：川野奈美
  - 警察署長・たそがれ正治郎4「同窓会殺人事件」（2007年8月）：吉村美佐
- 松本清張 点と線（2007年11月24日・11月25日、テレビ朝日）：長谷川医師
- 水戸黄門 第38部 第3話「昼行灯とあっぱれ女房・石見」（2008年1月21日、TBS・C.A.L）：かよ
- フリーター、家を買う。（2010年10月 - 12月、フジテレビ）：西本幸子
- 金曜プレステージ（フジテレビ）
  - 外科医 鳩村周五郎8（2011年）：岩村貴子
- 渡る世間は鬼ばかり 最終回スペシャル（2011年9月28日、TBS）：長谷部里子
- 渡る世間は鬼ばかり ただいま!!2週連続スペシャル（2012年9月17日・9月24日、TBS）：長谷部里子 ※遺作

### 映画
- キンキンのルンペン大将（1976年、東映）：白川秋子
- 激突!若大将（1976年、東宝）：谷村鮎子
- 喜劇 百点満点（1976年、東宝）：西原静子
- 石坂浩二の金田一耕助シリーズ（東宝）
  - 犬神家の一族（1976年、東宝・角川春樹事務所）：那須ホテルの女中・おはる
  - 獄門島  （1977年、東宝）：理髪店の娘・お七
  - 女王蜂（1978年、東宝）：旅館の娘・おあき
- 人間の証明（1977年、東映・角川春樹事務所）：澄子
- 帰ってきた若大将（1981年、東宝）：皆川純子
- 嵐を呼ぶ男（1983年、東宝）：福島美弥子
- 曖・昧・Me（1990年）：産婦人科医師
- 帰って来た木枯し紋次郎（1993年、東宝）：お真知
- 牡丹灯篭（2007年）：お米

### 舞台
- サウンド・オブ・ミュージック（1986年）主演
- 吉幾三特別公演「放浪者」
- 恋や恋 浮かれ死神
- 流れる雲よ〜未来から愛を込めて〜（2010年9月）

### バラエティ番組ほか
- 西村京太郎からの挑戦状（2005年、日本テレビ）
- シャル・ウィ・ダンス? 〜オールスター社交ダンス選手権〜（2006年、日本テレビ）
- プロ野球珍プレー・好プレー大賞（フジテレビ）：第1回放送時のゲスト審査員
- なるほど!ザ・ワールド（フジテレビ）
- とんねるずのみなさんのおかげです（フジテレビ）：「前略おふくろ様」のパロディ、前略おふくろ様'93
- いい旅・夢気分（テレビ東京）
- 追跡!テレビの主役（テレビ東京）
- メレンゲの気持ち（2011年10月29日、日本テレビ）：娘・坂口杏里とゲスト
- ダウンタウンのガキの使いやあらへんで! 大晦日年越しSP絶対に笑ってはいけないスパイ24時（2010年12月31日18:30 - 2011年1月1日0:30、日本テレビ）：GIA所属スパイ劇団
- ぴったんこカン・カン（2011年6月3日、2012年8月17日、TBS）：娘・坂口杏里とゲスト。なお、尾崎との結婚式の模様はこの番組内で放送され、逝去が報じられた2013年3月29日にも予定されていた放送内容を変更し、2012年8月17日放送分が緊急放送された。
- 雨上がり食楽部（2012年12月22日、関西テレビ）：娘・坂口杏里とゲスト

他多数

### CM
- 浅田飴
- ナビスコ
- 東芝（東芝洗濯機　最洗ターン）
- ヤマキ
- 久光製薬
- ニベア花王（リベーヌ）
- ライオン（スパーク）
- 日糧製パン（イメージキャラクター）
- フェースグループ（イメージキャラクター）

## ディスコグラフィ

### シングル
| #              | 発売日         | A/B面          | タイトル             | 作詞           | 作曲           | 編曲           | 規格品番       |
| 日本コロムビア | 日本コロムビア | 日本コロムビア | 日本コロムビア       | 日本コロムビア | 日本コロムビア | 日本コロムビア | 日本コロムビア |
| -------------- | -------------- | -------------- | -------------------- | -------------- | -------------- | -------------- | -------------- |
| 1              | 1972年 4月10日 | A面            | あこがれ             | 有馬三恵子     | 森田公一       | 小谷充         | P-165          |
| 1              | 1972年 4月10日 | B面            | 笹舟は流れて         | 有馬三恵子     | 森田公一       | 小谷充         | P-165          |
| 2              | 1973年 10月    | A面            | サインはV            | 岩谷時子       | 三沢郷         | 青木望         | P-321          |
| 2              | 1973年 10月    | B面            | 美しき仲間たち       | かわいひろし   | 三沢郷         | 青木望         | P-321          |
| 3              | 1974年 4月     | A面            | 青い山脈             | 西條八十       | 服部良一       | 永作幸男       | AA-48          |
| 3              | 1974年 4月     | B面            | 若い日は二度とない   | 山上路夫       | 森田公一       | 青木望         | AA-48          |
| 4              | 1974年 10月    | A面            | 幸せさがし           | 岩谷時子       | 渡辺岳夫       | 松山祐士       | P-380          |
| 4              | 1974年 10月    | B面            | ふたりだけの子守唄   | 岩谷時子       | 渡辺岳夫       | 松山祐士       | P-380          |
| 5              | 1975年 6月     | A面            | 幸福ゆき             | たかたかし     | 菊池俊輔       | 菊池俊輔       | P-407          |
| 5              | 1975年 6月     | B面            | こんにちわさようなら | たかたかし     | 菊池俊輔       | 菊池俊輔       | P-407          |
| フォーライフ   |                |                |                      |                |                |                |                |
| 6              | 1978年 2月25日 | A面            | サヨナラの下書       | 島武実         | 宇崎竜童       | 萩田光雄       | FLS-1017       |
| 6              | 1978年 2月25日 | B面            | One room             | 島武実         | 宇崎竜童       | 萩田光雄       | FLS-1017       |
| 7              | 1982年 2月21日 | A面            | まるで少年のように   | 松本隆         | 坂田晃一       | 坂田晃一       | 7K-54          |
| 7              | 1982年 2月21日 | B面            | 野良猫               | 松本隆         | 坂田晃一       | 坂田晃一       | 7K-54          |

### タイアップ曲
| 年     | 楽曲                 | タイアップ                                 |
| ------ | -------------------- | ------------------------------------------ |
| 1973年 | サインはV            | TBSドラマ「サインはV」主題歌               |
| 1973年 | 美しき仲間たち       | TBSドラマ「サインはV」挿入歌               |
| 1974年 | 青い山脈             | フジテレビドラマ「青い山脈」主題歌         |
| 1974年 | 若い日は二度とない   | フジテレビドラマ「青い山脈」挿入歌         |
| 1974年 | 幸せさがし           | TBSドラマ「家なき子」主題歌                |
| 1974年 | ふたりだけの子守唄   | TBSドラマ「家なき子」挿入歌                |
| 1975年 | 幸福ゆき             | TBSドラマ「幸福ゆき」主題歌                |
| 1975年 | こんにちわさようなら | TBSドラマ「幸福ゆき」挿入歌                |
| 1982年 | まるで少年のように   | 日本テレビドラマ「田中丸家御一同様」主題歌 |
| 1982年 | 野良猫               | 日本テレビドラマ「田中丸家御一同様」挿入歌 |

## 書籍

### 写真集
- 置き手紙―坂口良子写真集 （1983年、ワニブックス） ISBN 978-4584200643
- 坂口良子写真集 （1986年、ワニブックス） ISBN 978-4847020414